# Craig megye (Oklahoma)
Craig megye az Amerikai Egyesült Államokban, azon belül Oklahoma államban található. Megyeszékhelye és legnagyobb városa Vinita. Lakosainak száma 14 107 fő (2020. április 1.). Craig megye Labette, Mayes, Cherokee, Ottawa, Delaware, Rogers és Nowata megyékkel határos.

## Népesség
A megye népességének változása:
| Lakosok száma | 15 066 | 14 967 | 14 726 | 14 672 | 14 818 | 14 107 |
|               | 2010   | 2011   | 2012   | 2013   | 2015   | 2020   |